# Josh Mitchell
Josh Mitchell (Belmont, 8 giugno 1984) è un ex calciatore australiano, di ruolo difensore.

## Carriera
Dal 2002 al 2004 ha giocato nel Newcastle United Jets.
Nel 2005 si è trasferito in Romania all'Universitatea Craiova.
Nel 2010 è ritornato a giocare in patria, al Perth Glory.

## Palmarès
- Liga II: 1

FCU Craiova: 2005-2006